# Chapeau! (tussenwerpsel)
Chapeau! is een goedkeurende uitroep inzake een geleverde prestatie; het is taalkundig een tussenwerpsel en betekent ongeveer "Dat heb je knap gedaan". Het is een leenwoord van het Franse chapeau dat "hoed" betekent, dus ligt de Nederlandse uitdrukking "daar neem ik mijn petje voor af" voor de hand. De uitdrukking kan ook ironisch of sarcastisch worden gebruikt en betekent dan het tegenoverstelde. De betekenis kan door de ontvanger van de boodschap worden opgemaakt uit de toonhoogte, de omstandigheden en/of de non-verbale communicatie.

## Trivia
- In december 1831 schreef Robert Schumann onder het pseudoniem Julius in het Leipzigse Allgemeine Musik Zeitung een lovende recensie over de variaties opus 2 op een thema van Wolfgang Amadeus Mozart van de Poolse, in Frankrijk wonende Frédéric Chopin. De openingszin van zijn recensie luidt: Chapeau bas, Messieurs, un génie![1] (Hoed af, heren, een genie!) Hij speelde daarmee met de naam van de componist. Hij schreef deze recensie voor het eerst met behulp van de bedachte personages "Florestan en Eusebius".